# Leo van Vercelli
Leo van Vercelli (Hildesheim, circa 965 – Vercelli, 1026) was graaf-bisschop en rijksbisschop van Vercelli (999-1026) in het Heilige Roomse Rijk. 

## Levensloop
Leo startte zijn kerkelijke carrière als aartsdiaken van Hildesheim. Er wordt aangenomen dat hij in Hildesheim geboren is. Hij was bevriend met Otto III, keizer van het Heilige Roomse Rijk. Leo was steeds een voorstander van de keizerlijke politiek in Noord-Italië. Via de keizer maakte hij kennis met Gerbert van Aurillac, die vanaf 999 paus Silvester II was. Op bevel van Otto III verbleef Leo in Rome in de jaren 998-999. 
In 999 benoemde Silvester II hem tot bisschop van Vercelli in het Heilige Roomse Rijk. Hij combineerde het bisschopsambt met werk voor de aartskanselarij, zodat de keizer hem de eretitel van logotheta verleende, een Byzantijnse titel te vertalen als staatssecretaris. Leo onderhield een uitgebreide correspondentie met het hele rijk. 
Twee werken zijn van hem bewaard. Het zijn in het Latijn geschreven gedichten. Eén rijmdicht gaat over de weldaden van keizer en paus die samen besturen; in dit gedicht zwaaide hij ook de lof aan Pietro. Pietro was bisschop van Vercelli in de 10e eeuw en werd vermoord door Arduin van Ivrea. Dit schandaal betekende voor Arduin zowel de kerkban als de rijksban door de keizer. Een tweede gedicht van Leo is luchtiger van aard: het is getiteld Metrum leonis en is schertsend.
Na de dood van keizer Otto III steunde hij de politiek van de keizers Hendrik II en Koenraad II in zijn bisdom. Eénmaal kreeg Leo het hard te verduren door de rijkspolitiek strikt uit te voeren. Tijdens de rebellie van Willem III van Monferrato en Manfred II Olderik van Turijn staken de soldaten zijn bisschoppelijk paleis in brand en werd de hele stad Vercelli gebrandschat. 
Hij stierf in het jaar 1026, twee jaar na de troonsbestijging van keizer Koenraad II.